# Laboratório Cavendish
Os Laboratórios Cavendish pertencem ao departamento de física da Universidade de Cambridge. Fazem parte da escola de Ciências Físicas e foram construídos em 1873 como laboratórios de formação de estudantes. No início os laboratórios estavam instalados no centro de Cambridge, porém, por falta de espaço foram deslocados na década de 70 para a zona ocidental de Cambridge.
O departamento recebeu seu nome de Henry Cavendish, um famoso cientista e membro de um ramo da família Cavendish relacionada com os duques de Devonshire. Um dos membros desta família, William Cavendish, 7º Duque de Devonshire, foi reitor da Universidade e, deu o nome do seu parente ao laboratório depois de o fundar e doar fundos para a sua construção, tendo ainda nomeado a James Maxwell como primeiro director. 
Até agora 28 cientistas dos Laboratórios Cavendish já foram laureados com prêmio Nobel.
| - Lord Rayleigh (Física, 1904) - Sir J.J. Thomson (Física, 1906) - Lord Ernest Rutherford (Química, 1908) - Sir Lawrence Bragg (Física, 1915) - Charles Barkla (Física, 1917) - Francis Aston (Química, 1922) - Charles Wilson (Física, 1927) - Arthur Compton (Física, 1927) - Sir Owen Richardson (Física, 1928) - Sir James Chadwick (Física, 1935) - Sir George Thomson (Física, 1937) - Sir Edward Appleton (Física, 1947) - Lord Patrick Blackett (Física, 1948) - Sir John Cockcroft (Física, 1951) - Ernest Walton (Física, 1951) | - Francis Crick (Medicina, 1962) - James Watson (Medicine, 1962) - Max Perutz (Química, 1962) - Sir John Kendrew (Química, 1962) - Dorothy Hodgkin (Química, 1964) - Brian Josephson (Física, 1973) - Sir Martin Ryle (Física, 1974) - Anthony Hewish (Física, 1974) - Sir Nevill Mott (Física, 1977) - Philip Anderson (Física, 1977) - Pjotr Kapitsa (Física, 1978) - Allan Cormack (Medicina, 1979) - Sir Aaron Klug (Química, 1982) - Norman Ramsey (Física, 1989) |

Os Laboratórios Cavendish tem tido uma importante influência no desenvolvimento da Biologia, sobretudo, graças a aplicação da cristalografia de raios X no estudo das estruturas da biomoléculas como, por exemplo, o DNA.  
Outras áreas nas quais os laboratórios tem sido influentes desde 1950 são as seguintes:
- Supercondutividade (Brian Pippard);
- Microscopia eletrônica de alta voltagem;
- Radioastronomia (Martin Ryle e Antony Hewish) com radiotelescópios.